# Jules Brunfaut
Pour les articles homonymes, voir Brunfaut.

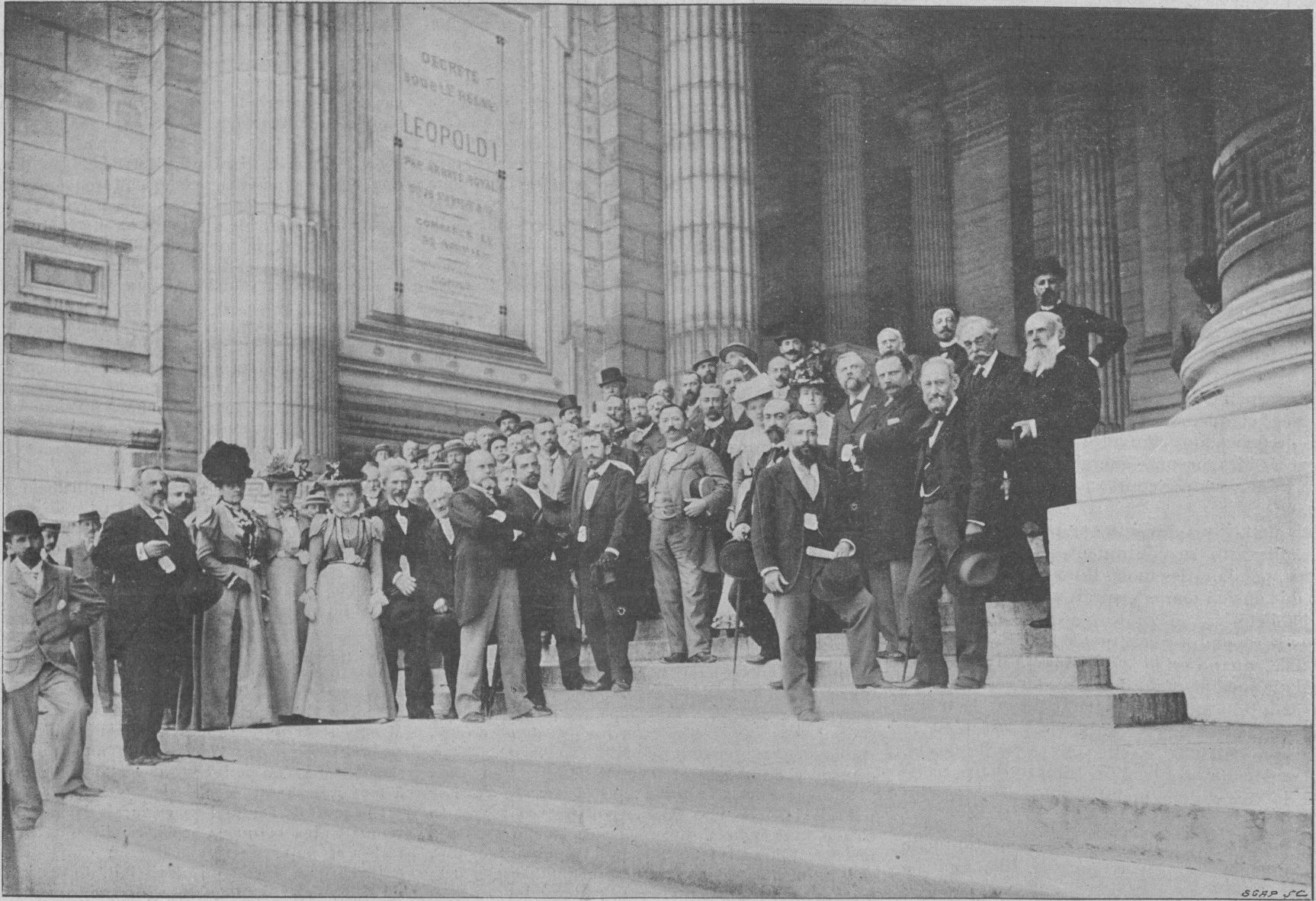
Congrès des architectes de 1897 à Bruxelles, devant le Palais de Justice de Joseph Poelaert. On y voit Jules Brunfaut, au centre du premier rang (vêtu de noir, le bras gauche le long du corps).

Jules Brunfaut, né à Bruxelles le 16 novembre 1852 et mort dans cette ville le 4 janvier 1942, est un ingénieur et architecte belge de la période Art nouveau.

## Biographie
Jules Brunfaut nait rue Marché aux Herbes à Bruxelles le 16 novembre 1852. Descendant d'une famille wallonne, de souche tournaisienne, fixée à Ypres, Jules Brunfaut, après ses études secondaires à l'Athénée royal de Bruxelles, suit les cours de l'École du Génie civil de l'Université de Gand. Dans le milieu des sciences exactes, il puise les principes de logique et de raison.
Par la suite, il s'établit à Bruxelles. Tout en suivant les cours de Félix Laureys (1820-1897) à l'Académie des Beaux-Arts de 1873 à 1879, il accomplit quatre années de pratique professionnelle chez Henri Beyaert dont il écrira la notice biographique (1908).
En 1879, bénéficiant d'une bourse que le gouvernement belge octroyait aux lauréats afin d'encourager les arts décoratifs, J. Brunfaut choisit l'École nationale des beaux-arts de Paris afin d'acquérir une connaissance des conceptions du passé. Il retrouve là ses amis de l'Académie des beaux-arts de Bruxelles, Ernest Acker, George De Larabie et Oscar Raquez qui lui communiquaient les programmes des cours puisqu'il était élève libre. De 1879 à 1881, il suit les cours de l'architecte Henri Magne, de Taigne, du dessinateur et graveur Charles Blanc et d'Henri Mahieu.
Il approfondit ses connaissances grâce à un séjour à Florence, à Rome, à Venise et en Sicile à Agrigente, Sélinonte, Palerme, Monreale de 1881 à 1882. De ces voyages, il rapporte des carnets de croquis qui lui serviront de répertoire de motifs décoratifs, de détails d'éléments de la Renaissance et de l'Antiquité.
En 1889, Monsieur J. Burnay fait appel à Jules Brunfaut pour la restauration de la Quinta da Trindade à Seixal et pour la construction de sa maison personnelle à Lisbonne. Il réside donc au Portugal, construit aussi l'hôtel de Monsieur L. Ribeiro et aménage la galerie d'art du comte Daupias.
De retour à Bruxelles, J. Brunfaut élève des maisons bourgeoises, hôtels de maîtres, châteaux, villas, bâtiments utilitaires, constructions industrielles pour les usines Solvay, des pavillons d'expositions tant à l'étranger qu'en Belgique et ce de 1880 à 1919.
Il ferme alors son bureau pour voyager en compagnie de son épouse (mariage en 1892), une descendante des Lignages de Bruxelles, Victorine Castaigne (1867 - 1930), du lignage Serhuyghs, et de ses trois filles et pour se consacrer à ses écrits et aux réunions des commissions dont il faisait partie.
Jules Brunfaut est le président de L'Art monumental, créée à l'initiative de Jean Delville, en décembre 1920. La société regroupe des peintres, architectes et sculpteurs. 
Il meurt en son hôtel particulier avenue Molière, après une maladie prolongée, le 4 janvier 1942.
Brunfaut est membre de l'Académie royale des sciences, des lettres et des beaux-arts de Belgique, classe des beaux-arts.

## Œuvre
Sa première réalisation dans le style Art nouveau qui reste également la plus connue est l'hôtel Hannon situé sur le territoire de la commune de Saint-Gilles à Bruxelles.
Cet hôtel de maître fut construit en 1902 et 1903 pour Édouard Hannon, ingénieur de la firme Solvay et photographe.
Celui-ci en confie la conception et la réalisation à son meilleur ami d'enfance, Jules Brunfaut, lui demandant d'utiliser le style Art nouveau dont il est un grand amateur. Quelle difficulté pour J. Brunfaut qui jusqu'à ce jour n'avait fait qu'une maigre réalisation de ce style mais jonglait parfaitement avec les modèles historiques, une virtuosité bien caractéristique des créateurs de l'époque.
L'architecte fait appel à de nombreux artistes pour l'aménagement et la décoration intérieure et extérieure du bâtiment.
La conception du mobilier, aujourd’hui disparu, et de la décoration intérieure est l'œuvre d'Émile Gallé et de Louis Majorelle. Certaines fresques dans le fumoir et la cage d’escalier sont du peintre Albert Baudouin. La ferronnerie de l’escalier est due à Desmedt, les vitraux à Raphaël Évaldre et le bas-relief à l’angle de la façade à Victor Rousseau.
L’hôtel est occupé par la famille Hannon jusqu’en 1965 : après cette date il est laissé à l’abandon et menacé de démolition. Ce n’est qu’en 1979, trois ans après son classement pour l’intérieur et l’extérieur aux Monuments et Sites, qu’il est racheté par la commune.
Entièrement restauré durant les années 1980, il est occupé depuis par l’Espace photographique Contretype qui en plus de conserver l’œuvre photographique d'Édouard Hannon, assure la promotion de la photographie créative au travers d’expositions, de rétrospectives d’artistes et de conférences et de ses publications.

## Distinctions
- Chevalier de l'ordre de Léopold (19 mars 1903)[7].
- Commandeur de l'ordre de Léopold (en juillet 1926).